# Taubenturm (Villeron)

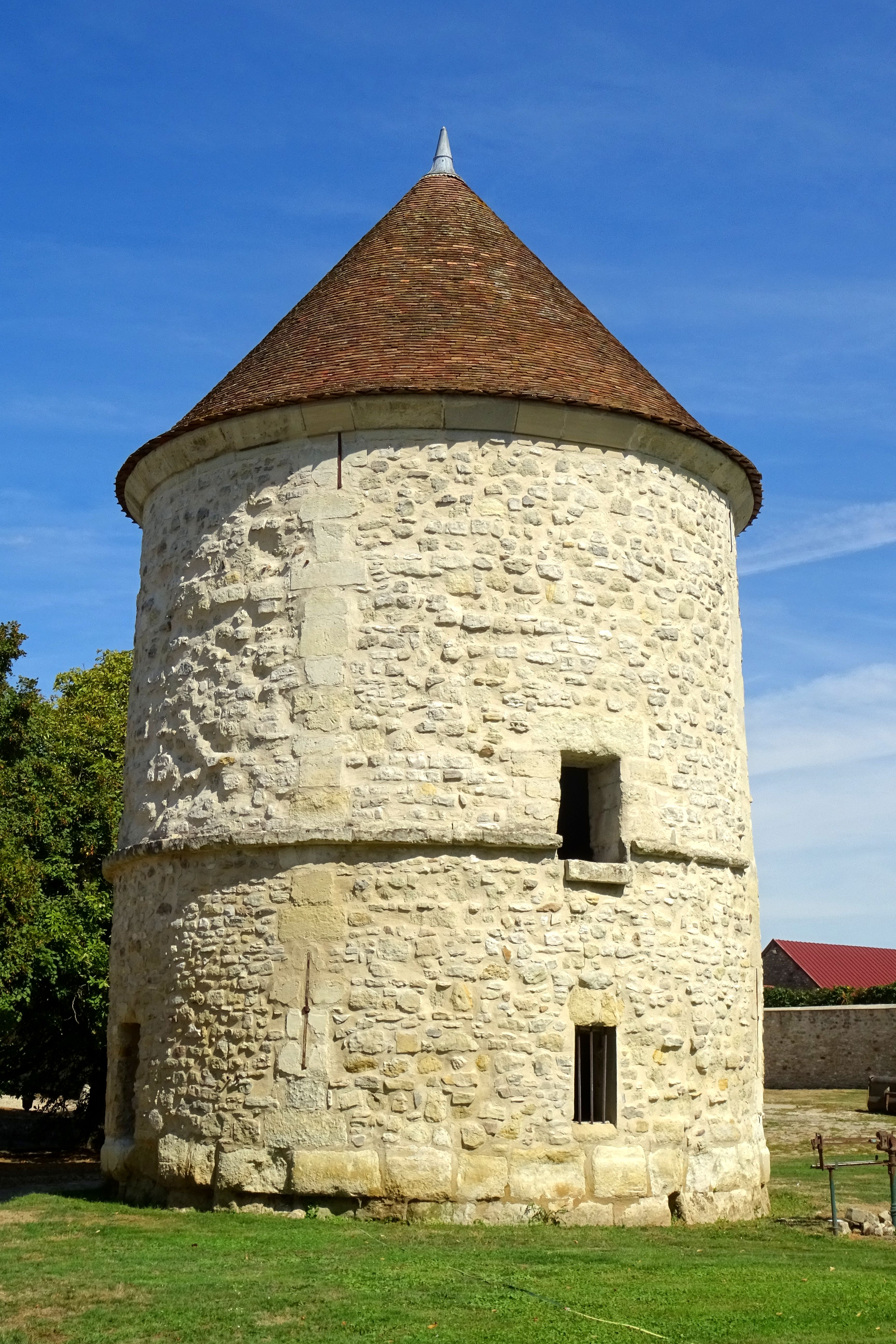
Taubenturm in Villeron (2022)

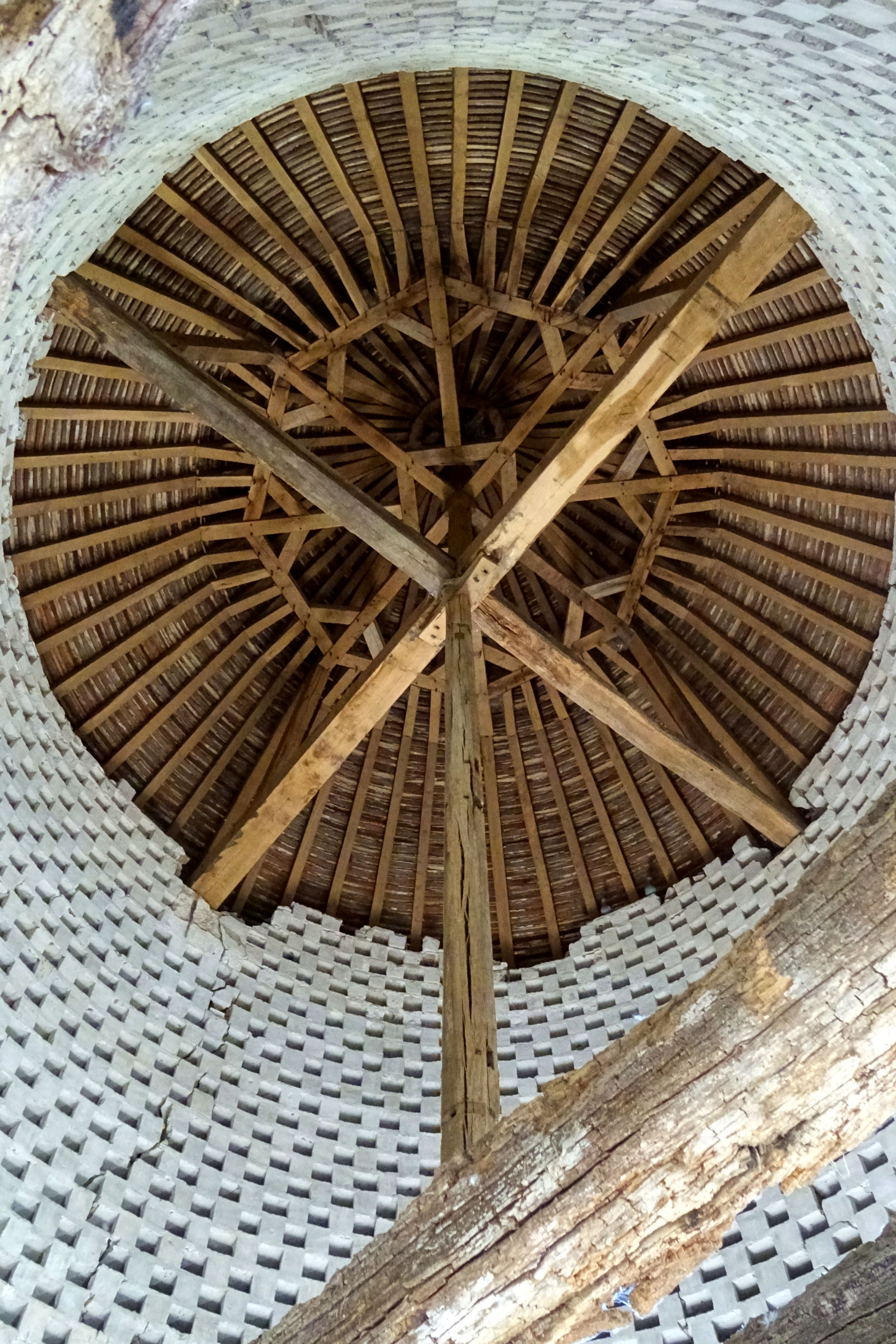
Innenansicht (2022)

Der Taubenturm (französisch colombier) in Villeron, einer französischen Gemeinde im Département Val-d’Oise in der Region Île-de-France, wurde im 16./17. Jahrhundert errichtet. Der Taubenturm aus Bruchstein gehört zur Grange de Vaulerent, einem ehemaligen Bauernhof der Zisterzienser-Abtei Chaalis. Er ist seit 1990 als Monument historique klassifiziert.
Der runde Taubenturm mit einem Durchmesser von sechs Metern steht auf einem Fundament aus Hausteinen und wird von einem Ziegeldach gedeckt.